# Jurandir Filho
Francisco Jurandir Paiva Pimentel Filho (Fortaleza, 16 de junho de 1982), mais conhecido como Jurandir Filho, é um empreendedor, apresentador, podcaster, youtuber e criador de conteúdo brasileiro, fundador do portal Cinema com Rapadura, e dos podcasts RapaduraCast e 99Vidas.
Por sua influência como creator desde o início dos anos 2000, deu entrevistas para diversos veículos de imprensa (TV Globo, Revista Veja, Multishow, TV Cultura, Estadão, IstoÉ, Folha de S.Paulo, Diário do Nordeste, O Povo, TV Diário), participou de muitos eventos como palestrante, como Campus Party, CCXP, Feira do Empreendedor, Bienal do Livro, Desencontro e outros. Fez mais de 100 eventos nas livrarias Saraiva e Cultura no Brasil inteiro.
É uma das vozes mais conhecidas entre criadores de conteúdo sobre cinema e streaming.

## Início de vida e estudos
No começo dos anos 1980 a sua família morava em Recife, Pernambuco, mas nasceu em Fortaleza, capital do estado do Ceará. Seus primeiros anos de vida foram na capital pernambucana, mas por conta do trabalho do seu pai como servidor público, aos 7 anos se mudou a capital cearense, onde vive até os dias atuais. Filho mais novo de uma família de 4 irmãos, cresceu consumindo cultura pop. Com infância nos anos 1980, desenvolveu uma grande paixão por cinema, desenhos animados, programas de televisão, videogames e música, principalmente por causa da influência do seu irmão mais velho. O seu apelido de infância era Didi por causa do final do nome Jurandir. Apenas amigos antigos e famliares chamam por esse nome. Durante o período de faculdade, começou a ser conhecido como Juras por causa do seu amigo Regis Diogo.
Fez o ensino primário no Colégio Visão em Recife. Após se mudar para Fortaleza, fez o ensino fundamental no Colégio Santa Maria Goretti e o ensino médio no Colégio Geo Studio (na Av. Bezerra de Menezes). É bacharel em Sistemas de Informação na Universidade Estácio de Sá, fez MBA em Gestão de Empresas e Pós-graduação em Marketing na Internet.
Teve uma infância clássica dos anos 90, brincava de arraia, pião, bola de gude e com vários amigos no bairro Parquelândia, principalmente na comunidade da Rua Gonçalves Dias em Fortaleza. Conheceu muitos filmes clássicos pela Sessão da Tarde, programa da TV Globo, e quando seus irmãos alugavam nas locadoras de vídeo. De Volta para o Futuro, Conta Comigo, Os Goonies, O Exterminador do Futuro 2, Curtindo a Vida Adoidado, E.T. O Extraterrestre, Clube dos Cinco, Coração Valente, Jurassic Park, Meu Primeiro Amor, Sociedade dos Poetas Mortos e outros fizeram parte de sua formação cinéfila. A animação da Disney O Rei Leão se tornou o seu filme favorito, quando tinha apenas 12 anos. Ele assistiu 17 vezes no cinema.
Ao mesmo tempo que gostava de filmes e desenhos, desenvolveu uma grande paixão por videogames, principalmente nos jogos dos consoles Master System, Mega Drive, Super Nintendo e Playstation. Na adolescência, dizia que queria ser redator de revistas de games, como as populares Super Game Power, Ação Games e VideoGame. No final dos anos 90 e começo dos anos 2000, desenvolveu um site chamado SLGames, onde escrevia análises e fazia detonados de jogos. Foi a sua primeira experiência com um projeto de internet. O site durou até o final de 2002, quando Jurandir entrou para faculdade e decidiu focar na carreira de tecnologia.

## Carreira: Cinema com Rapadura
Em 2003, durante a faculdade de Sistemas de Informação, queria criar uma empresa para desenvolver sites e sistemas. Na cadeira de Empreendedorismo na Informática, do professor Arnoudo Alves, começou a criar gosto pela possibilidade de desenvolver um projeto na internet. Junto com dois amigos de faculdade (Regis Diogo e Bruno Sales), decidiram criar um site para aplicar os aprendizados que estavam adquirindo na faculdade. O tema inicial era um projeto sobre videogames, mas decidiram fazer um site de cinema, por ser a paixão em comum dos três amigos. Várias ideias de nomes surgiram, como "Rapadura com Pipoca" e "Baixa da Égua" (algo como uma paródia ao e-Mule). No fim, o nome Cinema com Rapadura acabou sendo a decisão final do trio. Após meses de desenvolvimento entre 2003 e 2004, o site foi lançado em 20 de junho de 2004 contendo várias notícias, críticas e textos relacionados à sétima arte.
A sua função inicial era a organização das páginas do site e desenvolvimento do sistema. Aos poucos, começou a criar textos e matérias sobre seus filmes favoritos da época, como a trilogia O Senhor dos Anéis, Matrix, as animações da Pixar, Piratas do Caribe, Velozes e Furiosos e outros. Após ganhar gosto para criação de conteúdo, fez cursos de práticas de produção de texto, crítica de cinema, roteiro e audiovisual.
Com o sucesso em acessos em poucos meses, o Cinema com Rapadura começou a ganhar destaque na imprensa. Após uma citação no jornal Estadão, que destacou a cobertura do site para o Festival Cine Ceará em 2004, algumas portas começaram a se abrir na mídia cearense. Em 2005, Cinema com Rapadura foi convidado para escrever uma coluna semanal no Caderno Zoeira no jornal impresso Diário do Nordeste, onde destacava as novidades do mundo do cinema. Jurandir, que não era jornalista, não podia assinar a coluna, que levava o nome do site, mas escreveu os primeiros textos do início da parceria (que posteriormente acabou sendo função de outros redatores/editores)..
Aos poucos, o reconhecimento veio com citações/entrevistas para jornais e revistas como Estadão, Folha de S.Paulo, Veja, Época, Exame, Super Interessante e IstoÉ. Isso levou o site para uma direção mais profissional. Sem muito conhecimento na área administrativa e comercial, ele fez pós-graduações com objetivo de profissionalizar o projeto. Em 2010 criou o CNPJ da empresa Cinema com Rapadura oficialmente, apesar do site já existir há 6 anos.

## Podcasts:RapaduraCaste99Vidas
Em 2006 aconteceu uma transformação no Jurandir como criador de conteúdo. Nascia o RapaduraCast, o podcast do site Cinema com Rapadura. A função do Jurandir, inicialmente, era como participante do quarteto de comentaristas e editor. Sem nenhum conhecimento na captação de áudio e na edição, ele teve que aprender tudo na prática. Naquele ano, a mídia podcast mal tinha chegado ao Brasil e não existiam muitos tutoriais de como fazer. O projeto começou usando o Skype para criar a conferência, microfone varetinha (que depois foi substituído pelo Microsoft LifeChat LX-3000), o MX Skype Recorder para gravar o áudio e o Audacity para fazer as edições. Após diversas experiências e mudanças na equipe, em 2007, no "RapaduraCast 20 – Tartarugas Ninja", Jurandir se tornou oficialmente o apresentador principal do podcast e desempenha a função até hoje. Ele editou o RapaduraCast por 11 anos, quando passou a função a para um editor profissional.
Até hoje ele faz a edição da abertura do podcast, "para não perder a prática e dar o tom inicial de todos os RapaduraCasts".
Em 2006/2007, existiam dois podcasts populares que falavam sobre cinema: RapaduraCast e NerdCast, do Jovem Nerd. Apesar de muitos ouvintes criarem uma rivalidade entre os podcasts, Jurandir desenvolveu uma grande amizade com Alexandre Ottoni e Deive Pazos, criadores do Jovem Nerd. Os integrantes alimentaram uma rivalidade pública, mas nutrem até hoje uma amizade. A dupla participou de diversas edições do RapaduraCast e Jurandir participou de diversas edições do Nerdcast.
Em 2010, com o podcast já consolidado, Jurandir começou a desenvolver um novo projeto: o 99Vidas. Realizando o sonho de infância de falar sobre videogames, ele cria um podcast ao lado de Izzy Nobre. A ideia era falar de jogos antigos e nostalgia. Aos poucos, o quarteto foi se formando, com a entrada de Evandro de Freitas e Bruno Carvalho. Em pouco tempo, o 99Vidas se consolidou com o maior podcast de games do Brasil, conquistando o TOP1 da Apple Podcasts e permanecendo por mais de uma década nessa posição. Jurandir disse em entrevista que a sua personalidade no 99Vidas é a sua versão mais nostálgica. A ideia do projeto surgiu após uma conversa com seu pai, que na época tinha descoberto que possuía Parkinson e que existia a possibilidade de desenvolvimento de Alzheimer. O podcast surgia como uma forma de registrar as suas histórias de infância, período em que Jurandir considera com um dos mais importantes da sua vida e que jamais quer esquecer.
Em 2016, realizou um sonho de infância: produzir um jogo de videogame. O podcast 99Vidas se tornou um jogo, sendo lançado oficialmente para Steam, PS3, PS4, PS5, PSVita, Xbox One, Xbox Series X e S e Nintendo Switch, além de versões físicas.
"99Vidas - The Game" saiu também na PSN Plus da Sony Playstation em abril de 2018, sendo um dos primeiros do Brasil a conseguir tal feito.

## YouTube
Por muito tempo, Jurandir teve problema com sua própria imagem e isso freou começar a trabalhar com vídeo. Apesar de diversas oportunidades e tentativas, o foco da carreira sempre esteve relacionado ao texto e áudio. A partir de 2017, após a construção do Rapadura Studio, criou o canal do Youtube do Cinema com Rapadura e aos poucos foi ganhando mais confiança e produzindo vídeos. O canal existe até hoje, tem mais de 300.000 inscritos, 50 milhões de visualizações e mais de 2.000 vídeos publicados.
Um novo salto com criador de conteúdo foi na produção de Shorts do Youtube e Reels do Instagram utilizando apenas a voz para narrações de curiosidades e temáticas relacionadas a cinema e streaming. Os vídeos curtos, que tem em média de 60 segundos de duração, possuem alcance de milhões de views. Alguns vídeos sobre Uma Linda Mulher, Edward Mãos de Tesoura, De Repente 30 e cinema nacional possuem, juntos, mais de 6 milhões de views. 